# Ljubo Babić
Ljubo Babić (geb. 14. Juni 1890 in Jastrebarsko (Österreich-Ungarn); gest. 14. Mai 1974 in Zagreb) war ein bedeutender kroatischer Künstler des 20. Jahrhunderts, dessen vielseitiges Schaffen in den Bereichen Malerei, Design, Buchgestaltung, Bühnenbild, Zeichnung und Kunstgeschichte große Anerkennung fand. 

## Leben und Werk
Babić wurde 1890 geboren. Seine künstlerische Ausbildung erhielt er zwischen 1911 und 1913 in München bei den renommierten Künstlern Angelo Jank und Franz von Stuck. Anschließend setzte er sein Studium in Paris fort, wo er seine künstlerischen Fähigkeiten weiter verfeinerte. Mit Ausbruch des Ersten Weltkriegs kehrte Ljubo Babić nach Zagreb zurück und eröffnete in der Ilica 52 seine Schule für moderne Kunst. In dieser Zeit prägte er maßgeblich die Kunstszene Kroatiens. Die von  August Cesarec (1893–1941) und Miroslav Krleža (1893–1981) herausgegebene avantgardistische Zeitschrift Plamen (Flamme) beispielsweise gestaltete er mit. Im Jahr 1919 wurde Babić zum ersten Direktor der Modernen Galerie in Zagreb ernannt, was seine herausragende Position in der Kunstwelt unterstreicht. An die Kunstakademie wurde er 1940 als Professor berufen. 
Ljubo Babić war nicht nur national, sondern auch international aktiv. Vor dem Zweiten Weltkrieg nahm er an zahlreichen Ausstellungen in Kroatien, Slowenien, Serbien und verschiedenen europäischen Städten teil, darunter Paris, Barcelona, London, Leipzig, Berlin, New York, Lyon, Mailand und die Biennale von Venedig. Seine Werke erlangten Beachtung und trugen zur Anerkennung der kroatischen Kunstszene bei. Neben seiner künstlerischen Tätigkeit engagierte sich Babić auch in der Buchgestaltung und organisierte 1932 eine bedeutende Ausstellung jugoslawischer Bücher in Leipzig. Bedauerlicherweise arbeitete er während des Zweiten Weltkriegs für den Unabhängigen Staat Kroatien, wo er die Flagge und das Geld gestaltete. Dieser Aspekt seines Schaffens wirft einen Schatten auf seine sonst so vielfältige und bedeutende künstlerische Karriere.